# Couva
Couva – miasto w Trynidadzie i Tobago; na wyspie Trynidad; 5 200 mieszkańców (2006). Przemysł spożywczy, ośrodek turystyczny.